# Стружков, Сергей Феликсович
Стружко́в Сергей Феликсович (10 ноября 1958 года — 18 мая 2010 года) — российский ученый в области золоторудных месторождений Востока России. Заведующий отделом геологии, методов поисков и экономики месторождений благородных металлов ЦНИГРИ, доктор геолого-минералогических наук, действительный член РАЕН.

## Биография
Родился в г. Певек. В семье заслуженного геолога — Феликса Эмильевича Стружкова — лауреата Государственной премии СССР, начальника Чаунского РайГРУ, первого начальника Дукатской ГРЭ. После окончания школы в 1975 году поступил в МГУ на геологический факультет, кафедру Смирнова В. И. В 1981 году был принят на работу и заочную аспирантуру в ЦНИГРИ, где работал под руководством Константинова М. М. После окончания аспирантуры и успешной защиты кандидатской диссертации в 1986 году он возглавляет Совет молодых ученых ЦНИГРИ. С. Ф. Стружков активно участвовал в научно-исследовательской и организационной работе института. Проводил полевые работы в Магаданской области, прогнозно-металлогенические исследования в пределах Охотско-Чукотского вулканогенного пояса и Северной Камчатки, заверку множества золоторудных объектов Дальнего Востока. Методика полевых работ Сергея Феликсовича отличалась высоким темпом и эффективностью. Им изучено геологическое строение месторождений Джульетта, Наталка, Дегдекан, Биркачан, Лунное и др. Стружков С. Ф. является автором ряда монографий и одним из авторов атласов коренных и россыпных месторождений Северо-Востока.
В 2003 году защитил докторскую диссертацию по металлогении золота и серебра Охотско-Чукотского вулканогенного пояса. В 2007 году назначен руководителем отдела геологии, методов поисков и экономики месторождений благородных металлов ЦНИГРИ. Под его руководством выполнены проекты по оценке золотоносности терригенно-сланцевых комплексов и поискам крупнотоннажных месторождений золота Востока России. Сергей Феликсович активно сотрудничал с Управлением геологии твердых полезных ископаемых и Управлением по недропользованию Магаданской области («Магаданнедра»). С 2009 г. назначен ученым секретарем Диссертационного совета ЦНИГРИ. С. Ф. Стружков выступал за необходимость исследования крупнообъемных месторождений золота, как наиболее перспективных для развития отдаленных районов в условиях перевода золотодобывающей промышленности на коренные объекты России.

## Награды
- Знак «Отличник разведки недр»

## Книги
- «Прогнозно-поисковый комплекс на золото-серебряное оруденение Охотско-Чукотского вулканогенного пояса» (методические рекомендации), Стружков С. Ф., Константинов М. М., Бочарников Ю. С., Калинин А. И.и др., СВКНИИ ДВО АН СССР, Магадан, 115 с., 1989
- «Методика локального прогноза скрытых месторождений золота и серебра» Стружков С. Ф., Константинов М. М., Нарсеев В. А., Исакович И. З.и др., ЦНИГРИ, Москва, 160 с., 1989
- «Многофакторные поисковые модели золоторудных месторождений» Стружков С. Ф., Константинов М. М., Нарсеев В. А., Арифулов Ч. Х.и др., ЦНИГРИ, Москва, 120 с., 1989
- «Многофакторные прогнозно-поисковые модели месторождений золота и серебра Северо-Востока России». Стружков С. Ф., Константинов М. М., Красильников А. А., Морозова Л. В. и др., Севвостгеолком, Москва, 140 с., 1992
- «Золото-серебряное месторождение Дукат» Стружков С. Ф., Константинов М. М., Наталенко В. Е., Калинин А. И., Недра, Москва, 203 с., 1998
- «Условия формирования и основы прогноза крупных золоторудных месторождений» Стружков С. Ф., Константинов М. М., Аристов В. В., Вакин М. Е.и др., ЦНИГРИ, Москва, 155 с., 1998
- «Золоторудные гиганты России и мира» Стружков С. Ф., Константинов М. М., Некрасов Е. М., Сидоров А А., Изд-во «Научный Мир», 270 с., 2000
- «3олото-серебряные месторождения. Серия: Модели месторождений благородных и цветных металлов» Стружков С. Ф., Константинов М. М., Варгунина Н. П., Косовец Т. Н., Сынгаевский Е. Д., Шишакова Л. Н., ЦНИГРИ, Москва, 239 с., 2000[3]
- «Металлогения золота и серебра Охотско-Чукотского вулканогенного пояса» Стружков С. Ф., Константинов М. М., Москва, Изд-во «Научный Мир», 350 с., 2005
- «Открытие месторождений золота Тихоокеанского рудного пояса (1959—2008 годы)» Стружков С. Ф. и др. , Москва, Изд-во «Научный Мир», 296 с., 2008[4]